# 池田向希
池田向希（日语：／ Ikeda Kōki，1998年5月3日—），日本田徑運動員，他代表日本隊參加了日本舉行的2020年夏季奧林匹克運動會，並且在男子20公里競走比賽上獲得銀牌。